# Viên Quý Nhân
Viên Quý Nhân (sinh tháng 11 năm 1950) là chính khách nước Cộng hòa Nhân dân Trung Hoa. Ông từng là Bộ trưởng Bộ Giáo dục Trung Quốc và Hiệu trưởng Đại học Sư phạm Bắc Kinh, ngôi trường mà ông đã từng theo học và tốt nghiệp ở đó. Ông có trình độ học vấn nghiên cứu sinh, học vị thạc sĩ và học hàm giáo sư.

## Tiểu sử
Viên Quý Nhân là người Hán sinh tháng 11 năm 1950, người huyện Cố Trấn, tỉnh An Huy.
Năm 1969, lãnh đạo trung học Vương Trang mời Viên Quý Nhân đến trường giảng dạy, Viên Quý Nhân tiếp nhận lời mời, trở thành giáo viên ngữ văn trung học cơ sở. Năm 1971, Viên Quý Nhân qua tiến cử tiến vào trường Sư phạm chuyên nghiệp Trung Đẳng, huyện Cố Trấn. Sau khi tốt nghiệp trở về trung học Vương Trang tiếp tục giảng dạy, vẫn dạy ngữ văn, tuy nhiên do trung học cơ sở thay đổi dạy trung học phổ thông.
Tháng 2 năm 1975, ông gia nhập Đảng Cộng sản Trung Quốc.
Năm 1978, phục hồi chế độ Cao Khảo, tháng 9 năm 1978, Viên Quý Nhân thi vào khoa triết học của Đại học Sư phạm Bắc Kinh, kể từ đó bắt đầu học tập tại Đại học Sư phạm Bắc Kinh, cũng như công tác ở đây 23 năm sau đó. Tháng 8 năm 1982, sau khi tốt nghiệp chuyên ngành triết học khoa triết học, đạt được học vị cử nhân, Viên Quý Nhân tiếp tục nghiên cứu sinh thạc sĩ chuyên ngành nguyên lý triết học khoa triết học cũng ở Đại học Sư phạm Bắc Kinh và đạt được học vị thạc sĩ vào tháng 12 năm 1984.
Sau khi đạt được học vị thạc sĩ, Viên Quý Nhân ở lại làm giáo viên khoa triết học trường Đại học Sư phạm Bắc Kinh. Tháng 4 năm 1987, ông được bổ nhiệm làm Phó Chủ nhiệm khoa triết học Đại học Sư phạm Bắc Kinh. Tháng 12 năm 1989, ông được bổ nhiệm giữ chức Trưởng phòng Khoa học xã hội Đại học Sư phạm Bắc Kinh, từ tháng 9 năm 1992, ông được phong học hàm giáo sư. Tháng 2 năm 1993, ông được bổ nhiệm làm Phó Trưởng phòng Giáo vụ Đại học Sư phạm Bắc Kinh.
Tháng 7 năm 1995, ông được bổ nhiệm làm Ủy viên Ban Thường vụ Đảng ủy Đại học Sư phạm Bắc Kinh kiêm Phó Hiệu trưởng Thường trực Đại học Sư phạm Bắc Kinh.  Tháng 10 năm 1996, ông được bổ nhiệm giữ chức Bí thư Đảng ủy Đại học Sư phạm Bắc Kinh.
Tháng 2 năm 1998, ông được bổ nhiệm làm Chủ nhiệm Ủy ban Giáo dục thành phố Bắc Kinh, Trợ lý Thị trưởng Chính phủ nhân dân thành phố Bắc Kinh kiêm Bí thư Đảng ủy Đại học Sư phạm Bắc Kinh. Tháng 5 năm 1999, Viên Quý Nhân thôi kiêm nhiệm chức Chủ nhiệm Ủy ban Giáo dục thành phố Bắc Kinh và Trợ lý Thị trưởng Chính phủ nhân dân thành phố Bắc Kinh.
Tháng 7 năm 1999, ông được bổ nhiệm làm Hiệu trưởng Đại học Sư phạm Bắc Kinh kiêm Bí thư Đảng ủy Đại học Sư phạm Bắc Kinh. Tháng 12 năm 1999, ông thôi kiêm nhiệm chức Bí thư Đảng ủy Đại học Sư phạm Bắc Kinh. Tháng 2 năm 2000, ông mang hàm Thứ trưởng.
Tháng 4 năm 2001, Viên Quý Nhân rời khỏi Đại học Sư phạm Bắc Kinh đến Bộ Giáo dục nhậm chức Thứ trưởng Bộ Giáo dục, thành viên Ban Cán sự Đảng Bộ Giáo dục Trung Quốc kiêm Chủ nhiệm Ủy ban Công tác văn học ngôn ngữ nhà nước Trung Quốc.
Tháng 9 năm 2005, ông được bổ nhiệm giữ chức Phó Bí thư Ban Cán sự Đảng Bộ Giáo dục, Thứ trưởng Bộ Giáo dục, phân quản công tác tuyển sinh, tài vụ, xây dựng đảng và kiểm tra kỷ luật kiêm Chủ nhiệm Ủy ban Công tác văn học ngôn ngữ nhà nước Trung Quốc. Tháng 11 năm 2005, ông thôi kiêm nhiệm chức vụ Chủ nhiệm Ủy ban Công tác văn học ngôn ngữ nhà nước Trung Quốc.
Ngày 21 tháng 10 năm 2007, tại phiên bế mạc của Đại hội Đảng Cộng sản Trung Quốc lần thứ 17, ông được bầu làm Ủy viên Ủy ban Kiểm tra Kỷ luật Trung ương Đảng Cộng sản Trung Quốc khóa XVII.
Ngày 31 tháng 10 năm 2009, trước khi bế mạc tại hội nghị lần thứ 11 của Ủy ban Thường vụ Đại hội đại biểu Nhân dân toàn quốc khoá XI nhiệm kỳ 2008 - 2013 đã quyết định bổ nhiệm Viên Quý Nhân làm Bộ trưởng Bộ Giáo dục Trung Quốc thay cho ông Chu Tế.
Ngày 14 tháng 11 năm 2012, tại Đại hội Đảng Cộng sản Trung Quốc lần thứ 18, Viên Quý Nhân được bầu làm Ủy viên Ban Chấp hành Trung ương Đảng Cộng sản Trung Quốc khóa XVIII. Ngày 16 tháng 3 năm 2013, tại hội nghị lần thứ nhất của Đại hội đại biểu Nhân dân toàn quốc (Quốc hội Trung Quốc) khóa XII nhiệm kỳ 2013 -  2018, Viên Quý Nhân được bầu lại làm Bộ trưởng Bộ Giáo dục Trung Quốc.
Ngày 30 tháng 6 năm 2016, Viên Quý Nhân giải nhiệm, Trần Bảo Sinh được bổ nhiệm làm Bộ trưởng Bộ Giáo dục kế nhiệm.
Ngày 31 tháng 8 năm 2016, Viên Quý Nhân được bầu bổ sung thêm làm Ủy viên Ủy ban Toàn quốc Hội nghị Hiệp thương Chính trị Nhân dân Trung Quốc khóa XII nhiệm kỳ 2013 - 2018, đồng thời đảm nhiệm chức vụ Phó Chủ nhiệm Ủy ban Ngoại sự của Chính hiệp toàn quốc.
Ngày 16 tháng 3 năm 2018, hội nghị lần thứ nhất của Ủy ban Thường vụ Ủy ban Toàn quốc Hội nghị Hiệp thương Chính trị Nhân dân Trung Quốc khóa XIII nhiệm kỳ 2018 - 2023, thông qua bổ nhiệm Viên Quý Nhân làm Chủ nhiệm Ủy ban giáo dục, khoa học, văn hóa, y tế và thể dục của Chính hiệp toàn quốc.